# Músculo braquiorradial
El músculo braquiorradial o supinador largo es un músculo largo del brazo en la región externa y superficial del antebrazo. Actúa flexionando el codo y es capaz también de pronación y supinación, dependiendo de su posición en el antebrazo. Está adherido a la base del radio cercano al proceso estiloides y en el tercio inferior del borde lateral del húmero y en el tabique intermuscular lateral.

## Función
El músculo braquiorradial flexiona el antebrazo a nivel del codo. Cuando el brazo está pronado, el braquiorradial tiende a supinar el antebrazo a medida que lo flexiona. En una posición supinada, tiende a pronación con la flexión del mismo. 
El músculo es un mayor flexor del codo cuando el antebrazo está en una posición media entre supinado y pronado a nivel de la articulación radio-cubital. Cuando está en pronación, el braquiorradial es más activo durante la flexión por razón de que el bíceps braquial está en desventaja mecánica.
De modo que, es flexor y semipronador del codo; supinador del mismo cuando este se encuentra en pronación forzada.

## Inervación e irrigación
A pesar de que es un músculo visible en el aspecto anterior del antebrazo, el supinador largo es un músculo del compartimento posterior del antebrazo (en la porción lateral de dicho compartimiento, también posee una porción posterior) y consecuentemente es inervado por el nervio radial. De los músculos que reciben inervación del radial, este es uno de cuatro que recibe impulsos directamente del nervio. Los otros tres son el tríceps braquial, el ancóneo y el extensor radial largo del carpo. Los demás músculos del compartimento posterior del antebrazo reciben inervación del nervio radial por medio de su ramo profundo. La irrigación se realiza por ramas de la arteria recurrente radial anterior arriba, y de la arteria radial directamente más abajo. 
Se inserta en el borde externo del húmero, por arriba, debajo del canal de torsión; por abajo en un tendón largo y ancho, en la base de la apófisis estiloides del radio.
- Datos: Q385484
- Multimedia: Brachioradialis muscles / Q385484